# PTT Spor Kulübü 2021-2022 (pallavolo femminile)
Questa voce raccoglie le informazioni riguardanti il PTT Spor Kulübü nelle competizioni ufficiali della stagione 2021-2022.

## Stagione
Il PTT Spor Kulübü non utilizza alcuna denominazione sponsorizzata nella stagione 2021-22.
Partecipa per la terza volta consecutiva alla Sultanlar Ligi, piazzandosi al sesto posto dopo la fine della regular season: si qualifica quindi ai play-off per il quinto posto, dove elimina l'Aydın BB, prima di uscire sconfitto in finale col Galatasaray, confermandosi al sesto posto finale. In Coppa di Turchia si spinge fino ai quarti di finale, estromesso dal torneo per mano dell'Eczacıbaşı.

## Organigramma societario
Area direttiva
- Presidente: Ali İhsan Karaca

Area tecnica
- Allenatore: Mehmet Bedestenlioğlu
- Allenatore in seconda: Berk Çanakçı
- Assistente allenatore: Tolga Ateş, Denislav Dimitrov
- Scoutman: Tunahan Bayraktar

## Rosa
| N° | Nome             | Ruolo | Data di nascita   | Nazionalità sportiva |
| -- | ---------------- | ----- | ----------------- | -------------------- |
| 1  | Hélène Rousseaux | S     | 25 settembre 1991 | Belgio               |
| 2  | Simay Kurt       | L     | 29 luglio 2000    | Turchia              |
| 3  | İlayda Uçak      | C     | 28 novembre 2002  | Turchia              |
| 4  | Ece Morova       | P     | 27 gennaio 1998   | Turchia              |
| 5  | Bahar Akbay      | C     | 21 gennaio 1998   | Turchia              |
| 7  | Buse Kaygısız    | L     | 6 febbraio 1997   | Turchia              |
| 8  | Semra Özer       | S     | 19 gennaio 1994   | Turchia              |
| 9  | Dilşat Kavas     | C     | 26 giugno 2003    | Turchia              |
| 10 | Merve Tanyel     | S     | 6 febbraio 1996   | Turchia              |
| 11 | Çağla Erdem      | O     | 18 giugno 1998    | Turchia              |
| 12 | Nilsu Zaim       | L     | 10 gennaio 2003   | Turchia              |
| 13 | Amanda Francisco | S     | 16 agosto 1988    | Brasile              |
| 14 | Emilija Nikolova | O     | 26 dicembre 1991  | Bulgaria             |
| 16 | Ceren Domaç      | C     | 16 luglio 1999    | Turchia              |
| 17 | Sıla Çalışkan    | P     | 16 dicembre 1996  | Turchia              |

## Statistiche

### Statistiche di squadra
| Competizione     | Punti | In casa | In casa | In casa | In trasferta | In trasferta | In trasferta | Totale | Totale | Totale |
| Competizione     | Punti | G       | V       | P       | G            | V            | P            | G      | V      | P      |
| ---------------- | ----- | ------- | ------- | ------- | ------------ | ------------ | ------------ | ------ | ------ | ------ |
| Sultanlar Ligi   | 47    | 15      | 9       | 6       | 15           | 10           | 5            | 30     | 19     | 11     |
| Coppa di Turchia | 6     | 0       | 0       | 0       | 1            | 0            | 1            | 4      | 2      | 2      |
| Totale           | -     | 15      | 9       | 6       | 16           | 10           | 6            | 34     | 21     | 13     |

G = partite giocate; V = partite vinte; P = partite perse

### Statistiche dei giocatori
| Giocatore    | Campionato | Campionato | Campionato | Campionato | Campionato | Coppa di Turchia | Coppa di Turchia | Coppa di Turchia | Coppa di Turchia | Coppa di Turchia | Totale | Totale | Totale | Totale | Totale |
| Giocatore    | P          | PT         | AV         | MV         | BV         | P                | PT               | AV               | MV               | BV               | P      | PT     | AV     | MV     | BV     |
| ------------ | ---------- | ---------- | ---------- | ---------- | ---------- | ---------------- | ---------------- | ---------------- | ---------------- | ---------------- | ------ | ------ | ------ | ------ | ------ |
| B. Akbay     | 30         | 242        | 151        | 70         | 21         | 4                | 15               | 13               | 2                | 0                | 34     | 257    | 164    | 72     | 21     |
| S. Çalışkan  | 30         | 105        | 52         | 38         | 16         | 4                | 16               | 10               | 4                | 2                | 34     | 121    | 62     | 42     | 18     |
| C. Domaç     | 15         | 51         | 33         | 10         | 8          | 4                | 17               | 9                | 3                | 5                | 19     | 68     | 42     | 13     | 13     |
| Ç. Erdem     | 24         | 46         | 29         | 9          | 8          | 3                | 5                | 4                | 0                | 1                | 27     | 51     | 33     | 9      | 9      |
| A. Francisco | 30         | 349        | 302        | 34         | 13         | 4                | 32               | 27               | 3                | 2                | 34     | 381    | 329    | 37     | 15     |
| D. Kavas     | 13         | 0          | 0          | 0          | 0          | 2                | 2                | 1                | 0                | 1                | 15     | 2      | 1      | 0      | 1      |
| B. Kaygısız  | 5          | 0          | 0          | 0          | 0          | 3                | 0                | 0                | 0                | 0                | 8      | 0      | 0      | 0      | 0      |
| S. Kurt      | 30         | 0          | 0          | 0          | 0          | 3                | 0                | 0                | 0                | 0                | 33     | 0      | 0      | 0      | 0      |
| E. Morova    | 12         | 0          | 0          | 0          | 0          | 2                | 1                | 0                | 1                | 0                | 14     | 1      | 0      | 1      | 0      |
| E. Nikolova  | 29         | 584        | 522        | 42         | 20         | 4                | 56               | 48               | 3                | 5                | 33     | 640    | 570    | 45     | 25     |
| S. Özer      | 8          | 13         | 11         | 1          | 1          | 2                | 8                | 6                | 1                | 1                | 10     | 21     | 17     | 2      | 2      |
| H. Rousseaux | 24         | 240        | 212        | 21         | 7          | 4                | 42               | 37               | 4                | 1                | 28     | 282    | 249    | 25     | 8      |
| M. Tanyel    | 30         | 140        | 118        | 10         | 12         | 3                | 4                | 4                | 0                | 0                | 33     | 144    | 122    | 10     | 12     |
| İ. Uçak      | 24         | 107        | 70         | 26         | 12         | 3                | 12               | 9                | 2                | 1                | 27     | 119    | 79     | 28     | 13     |
| N. Zaim      | 3          | 1          | 1          | 0          | 0          | -                | -                | -                | -                | -                | 3      | 1      | 1      | 0      | 0      |

P = presenze; PT = punti totali; AV = attacchi vincenti; MV = muri vincenti; BV = battute vincenti